# Jasna Merdan-Kolar
Jasna Merdan-Kolar, född 19 oktober 1956 i Mostar, SFR Jugoslavien (nu Bosnien och Hercegovina), är en österrikisk och tidigare jugoslavisk handbollsspelare (mittnia).
Hon var med och tog OS-silver 1980 i Moskva och därefter OS-guld 1984 i Los Angeles.

## Klubbar
- ŽRK Lokomotiva Mostar (1974–1984)
- Hypo Niederösterreich (1984–1993)
- WAT Fünfhaus (1993–1995)